# Фёдор Фёдорович (князь ржевский)
Фёдор Фёдорович (2-я половина XIV века) — князь ржевский.
Второй сын фоминского и березуйского князя Фёдора Константиновича Меньшого, родоначальник дворянских родов Ржевских, Толбузиных и князей Козловских.
Генеалоги выдвигают 2 версии прозвания Фёдора Фёдоровича Ржевским:
1. По владению городом Ржев.
2. Имел прозвание Ржа, а потомки переименовали А на Е и стали прозываться Ржевскими.

## Биография
В ряде источников Фёдор Фёдорович отождествляется с известным по летописям князем Фёдором Ржевским, который находился на службе у московского князя Юрия Даниловича, был послан им в 1315 году из Москвы в Новгород сопровождать князя Афанасия Даниловича. Целью похода было изгнания из города наместников великого князя Михаила Ярославича, противника Юрия. Афанасию и Фёдору удалось занять город, где Афанасий был провозглашён князем, однако уже в следующем году великий князья Михаил Ярославич, вернувшийся из Орды, вторгся в новгородские владения и под Торжком разбил новгородцев. В качестве условия заключения мира Михаил потребовал выдать ему Афанасия и Фёдора, которые укрылись в Торжке, но в итоге удовлетворился одним Фёдором. После этого Михаил лишил Фёдора его удела.
В середине XIV века Ржев был захвачен великим князем литовским Ольгердом. Но к тому времени Фёдор уже передал свой удел великому князю, а сам с детьми перебрался в Москву. Потомки Фёдора Фёдоровича сохранили прозвание Ржевские и служили московским князьям, однако при этом утратили княжеский титул.

## Критика
Идентификация Фёдора Ржевского с Фёдором Фёдоровичем имеет хронологические проблемы. Н. Д. Квашнин-Самарин в своей книге «Исследование об истории княжества Ржевского и Фоминского» отождествил князя Фёдора Ржевского с сыном Юрия Константиновича, князем Фёдором Юрьевичем.
Вероятно Ржевским княжеством владел князь Фёдор Константинович Меньшой, который, по мнению Квашнина-Самарина, получил его после конфискации у Фёдора Юрьевича. После смерти Фёдора Константиновича Меньшого оно досталось его второму сыну Фёдору.

## Брак и дети
Имя жены Фёдора неизвестно. Информация о детях Фёдора весьма противоречива.
По Квашнину-Самарину детьми Фёдора были:
- Фёдор
- Родион (ум. после 1380).

В Российской родословной книге П.В. Долгорукова показано, что князь Фёдор Фёдорович имел сына тоже Фёдора Фёдоровича, который князем уже не писался и внука тоже Фёдора Фёдоровича который имел четырёх сыновей:
- Ржевский Родион Фёдорович — служивший в войсках Дмитрия Донского в день Куликовской битвы и упомянутого в этот день в летописях.
- Ржевский Василий Фёдорович.
- Ржевский Семён Фёдорович (ум. 1445) — воевода московских войск, убит в 1445 году в сражении с литовцами у Суходрова, от которого продолжился род дворян Ржевские.
- Ржевский Александр Фёдорович.В родословной книге из собрания М.А. Оболенского, с ссылкой, что данная поколенная роспись князя Фёдора Меньшого с детьми и внучатами показана с росписи князя Алексея Ивановича Воротынского.

В ней указано, что у Фёдора Константиновича Меньшого были дети:
- Василий Фёдорович Березуйский — родоначальник князей Козловские.
- Фёдор Фёдорович Ржевский — родоначальник дворян Ржевские.
- Иван Фёдорович Толбуга — родоначальник дворян Толбузины.

А у Фёдора Фёдоровича Ржевского дети:
- Ржевский Василий Фёдорович Кобылка — бездетен.
- Ржевский Семён Фёдорович.
- Ржевский Александр Фёдорович.

В родословной книге М.Г. Спиридова показаны дети Фёдора Фёдоровича:
- Ржевский Василий Фёдорович по прозванию Кобылка — в 1380 году, накануне Куликовской битвы, послан первым от Государя на стражу в первую посылку для разведывания о намерении движения войск Мамая и велено ему ехать под самые татарские станы и постараться взять пленного.
- Ржевский Семён Фёдорович  — в 1345 году[9] в бою с литовцами взят в плен.
- Ржевский Александр Фёдорович.